# Artur Danijelan
Artur Aszotowicz Danijelan, ros. Артур Ашотович Даниелян (ur. 17 grudnia 2003 w Wołgogradzie) – rosyjski łyżwiarz figurowy, startujący w konkurencji solistów. Wicemistrz Europy (2020), wicemistrz świata juniorów (2018), wicemistrz Rosji (2020).

## Osiągnięcia
| Zawody                                | 16–17          | 17–18          | 18–19          | 19–20          | 20–21          | 21–22          |                |                |                |                |                |                |                |                |                |                |                |                |                |
| Międzynarodowe                        | Międzynarodowe | Międzynarodowe | Międzynarodowe | Międzynarodowe | Międzynarodowe | Międzynarodowe | Międzynarodowe | Międzynarodowe | Międzynarodowe | Międzynarodowe | Międzynarodowe | Międzynarodowe | Międzynarodowe | Międzynarodowe | Międzynarodowe | Międzynarodowe | Międzynarodowe | Międzynarodowe | Międzynarodowe |
| ------------------------------------- | -------------- | -------------- | -------------- | -------------- | -------------- | -------------- | -------------- | -------------- | -------------- | -------------- | -------------- | -------------- | -------------- | -------------- | -------------- | -------------- | -------------- | -------------- | -------------- |
| Mistrzostwa świata                    |                |                |                | —              |                |                |                |                |                |                |                |                |                |                |                |                |                |                |                |
| Mistrzostwa Europy                    |                |                |                | 2              |                |                |                |                |                |                |                |                |                |                |                |                |                |                |                |
| GP Skate America                      |                |                |                |                |                | 10             |                |                |                |                |                |                |                |                |                |                |                |                |                |
| GP Internationaux de France           |                |                |                |                |                | 10             |                |                |                |                |                |                |                |                |                |                |                |                |                |
| CS Golden Spin of Zagreb              |                |                |                | 4              |                |                |                |                |                |                |                |                |                |                |                |                |                |                |                |
| Międzynarodowe: Kategorie młodzieżowe |                |                |                |                |                |                |                |                |                |                |                |                |                |                |                |                |                |                |                |
| Mistrzostwa świata juniorów           |                | 2              | 4              |                |                |                |                |                |                |                |                |                |                |                |                |                |                |                |                |
| JGP w Armenii                         |                |                | 4              |                |                |                |                |                |                |                |                |                |                |                |                |                |                |                |                |
| JGP w Chorwacji                       |                | 7              |                | 2              |                |                |                |                |                |                |                |                |                |                |                |                |                |                |                |
| JGP w Rosji                           |                |                |                | 2              |                |                |                |                |                |                |                |                |                |                |                |                |                |                |                |
| JGP w Słowenii                        |                |                | 5              |                |                |                |                |                |                |                |                |                |                |                |                |                |                |                |                |
| Memoriał Dienisa Tiena                |                |                |                | 2 J            |                |                |                |                |                |                |                |                |                |                |                |                |                |                |                |
| Tallinn Trophy                        |                |                | 1 J            |                |                |                |                |                |                |                |                |                |                |                |                |                |                |                |                |
| Krajowe                               |                |                |                |                |                |                |                |                |                |                |                |                |                |                |                |                |                |                |                |
| Mistrzostwa Rosji                     |                |                |                | 2              | WD             | 13             |                |                |                |                |                |                |                |                |                |                |                |                |                |
| Mistrzostwa Rosji juniorów            | WD             | 3              | 5              | WD             |                |                |                |                |                |                |                |                |                |                |                |                |                |                |                |